# Cassandrine sanje
Cassandrine sanje (angleško Cassandra's Dream) je ameriško-francosko-britanski dramski triler iz leta 2007, ki ga je režiral in zanj napisal scenarij Woody Allen. V glavnih vlogah nastopajo Hayley Atwell, Colin Farrell, Sally Hawkins, Ewan McGregor in Tom Wilkinson. Zgodba govori o bratih Terryju (Farrell) in Ianu (McGregor), ki sta v velikih finančnih težavah, zato sprejmeta ponudbo bogatega strica Howarda (Wilkinson).
Film je bil premierno prikazan na skrivaj 18. junija 2007 v Avilésu,, uradno je bil premiero prikazan 2. septembra 2007 na Beneškem filmskem festivalu, mesec kasneje pa tudi v španskih kinematografih. V severni ameriki je bil premierno prikazan na Mednarodnem filmskem festivalu v Torontu 11. septembra istega leta. Naletel je na mešane ocene kritikov. Na strani Rotten Tomatoes je prejel oceno 46%. Vseeno je bil finančno uspešen, saj je prinesel dohodek 22,5 milijona $, ob 15 milijonskem proračunu.

## Vloge
- Colin Farrell kot Terry Blaine
- Ewan McGregor kot Ian Blaine
- John Benfield kot Brian Blaine
- Clare Higgins kot Dorothy Blaine
- Ashley Madekwe kot Lucy
- Andrew Howard kot Jerry
- Hayley Atwell kot Angela Stark
- Sally Hawkins kot Kate
- Tom Wilkinson kot Howard Swann
- Phil Davis kot Martin Burns
- Jim Carter kot Fred
- Richard Lintern kot Director
- Jennifer Higham kot Helen
- Lee Whitlock kot Mike
- Hugh Rathbone, Allan Ramsey, Paul Marc Davis, Terry Budin-Jones, Franck Viano in Tommy Mack kot igralci pokra